# Кућа звана „Код два пиштоља” у Вршцу
Кућа звана „Код два пиштоља“ у Вршцу саграђена је крајем 18. века и представља споменике културе од великог значаја.
Кућа је подигнута као спратна зграда и првобитно је служила као свратиште, са основом у облику ћириличног слова „Г“. Зидана је од тврдог материјала, малтерисана је и бојена. Кровни покривач је бибер цреп. Хоризонтална подела између приземља и спратног дела била је изведена помоћу плитког кордонског венца, док су прозорски отвори правоугаони и имали су плитке и равне оквире. У спратном делу налази се пет прозора, а у приземљу колски пролаз и локал са две просторије. Од фасадног украса најистакнутији је профилисани кровни венац. У приземљу дворишног дела сачувани су лучни отвори, карактеристични за време настанка објекта.
Зграда поседује и историјску вредност, јер је у њој 1813. године боравио Карађорђе са пратњом.